# بخش یوتبری
بخش یوتبری (به سوئدی: Göteborgs kommun) یک ناحیه شهرداری در سوئد است که در شهرستان وسترا گوتلاند واقع شده‌است.

## خواهرخوانده
شهرهای برگن، تورکو، آرهوس، کراکوف، شیکاگو، لیون، Nelson Mandela Bay Metropolitan Municipality و شانگهای خواهرخوانده‌های بخش یوتبری هستند.